# Rina Sawayama
Rina Sawayama (サワヤマ リナ?, Sawayama Rina; Niigata, 16 agosto 1990) è una cantautrice, modella e attrice giapponese residente in Regno Unito.
Si è imposta all'attenzione internazionale grazie all'album in studio di debutto del 2020 Sawayama, trainato dai singoli STFU!, Comme des garçons (like the Boys) e XS e ampiamente acclamato dalla critica. Ad esso ha fatto seguito il secondo album Hold the Girl (2022). Conosciuta per la propria versatilità musicale, nel corso della sua carriera è stata candidata a due BRIT Awards e un MTV Video Music Award.

## Biografia

### Origini e studi
Rina Sawayama è nata e ha vissuto in Giappone fino all'età di cinque anni, quando si è trasferita a Londra insieme alla sua famiglia. Da allora Sawayama ha continuato a vivere in Regno Unito grazie ad un permesso di soggiorno permanente. Sebbene abbia studiato sociologia, scienze politiche e psicologia presso l'Università di Cambridge, prima ancora di terminare gli studi ha iniziato a lavorare come cantante e modella: proprio allora l'artista entrò a far parte di un gruppo hip hop chiamato Lazy Lion di cui faceva parte anche Theo Ellis, successivamente membro della band Wolf Alice. Al termine del percorso a Cambridge, Sawayama si è laureata in scienze politiche; ciononostante, a partire dal 2020 ha ricominciato a portare avanti la sua carriera accademica seguendo corsi telematici presso l'Università di Oxford.

### Carriera musicale

Firma di Rina Sawayama

Nel 2013, Sawayama ha dato inizio alla sua carriera musicale vera e propria pubblicando il singolo Sleeping in Waking. Nel 2015 pubblica il brano Tunnel Vision, per il quale pubblica il suo primo videoclip musicale. Nel 2016 pubblica il singolo Where U Are, con cui inizia ad ottenere una maggiore rilevanza. Segue la pubblicazione di un altro singolo intitolato This Time Last Year. Nel 2017 lancia il singolo Cyber Stockholm Syndrome, primo singolo estratto dall'EP Rina, pubblicato nei mesi seguenti. Il disco, pubblicato in qualità di artista indipendente così come tutti i precedenti brani dell'artista, ottiene l'attenzione di importanti riviste come The Guardian e Pitchfork.
Nel 2018 pubblica il brano Valentine (What's It Gonna Be) nel giorno di San Valentino e altri singoli. Sempre nel 2018 parte per l'Ordinary Superstar Tour, il suo primo tour da headliner, e apre dei concerti per Charli XCX. Nel 2020 firma il suo primo contratto discografico con la Dirty Hit Records e pubblica i singoli STFU! e Comme des garçons (like the Boys), influenzati rispettivamente dalla musica rock e dalla musica dance. Seguono i brani XS e Chosen Family nonché la pubblicazione del suo album di debutto Sawayama, il quale viene accolto in maniera molto positiva dalla critica.
In seguito alla pubblicazione dell'album, l'artista ha ottenuto una grande rilevanza mediatica lamentandosi pubblicamente del fatto che gli artisti che, come lei, vivono da sempre in Regno Unito pur non essendo cittadini britannici a tutti gli effetti non possono essere nominati ai BRIT Awards e al Mercury Prize, le principali manifestazioni musicali britanniche. La protesta inaugurata dall'artista ha ricevuto il supporto pubblico del leggendario Elton John. Il 26 ottobre 2020 Sawayama fa il suo debutto nella televisione statunitense esibendosi sulle note di XS durante il Tonight Show condotto da Jimmy Fallon. Il 4 dicembre 2020 pubblica la versione deluxe del suo album di debutto, promossa durante la settimana precedente attraverso il lancio del singolo Lucid.
Nell'aprile 2021 collabora con il sopracitato Elton John all'incisione di una seconda versione del brano Chosen Family, che era stato precedentemente pubblicato come estratto dall'album Sawayama. Sempre nel 2021 ha inizio dall'Irlanda il Dynasty Tour, posticipato a causa delle restrizioni imposte dalla pandemia di COVID-19.
Nel 2022 la cantante collabora con la cantautrice britannica Charli XCX nel singolo Beg for You e con la drag queen brasiliana Pabllo Vittar nel singolo Follow Me. Il 16 maggio dello stesso anno annuncia l'uscita del suo secondo album in studio Hold the Girl, inizialmente prevista per il 2 settembre ma poi rimandata al 16 dello stesso mese, mentre il 18 maggio pubblica il primo singolo estratto, intitolato This Hell. Il secondo singolo estratto, Catch Me in the Air, viene pubblicato il 27 giugno. Altri due singoli estratti, Hold the Girl e Phantom, vengono pubblicati rispettivamente il 27 luglio e il 25 agosto. Il disco viene supportato da un tour mondiale che tocca l'Europa, il Nord America, l'Oceania e il Giappone tra il 2022 e il 2023.

### Carriera come modella

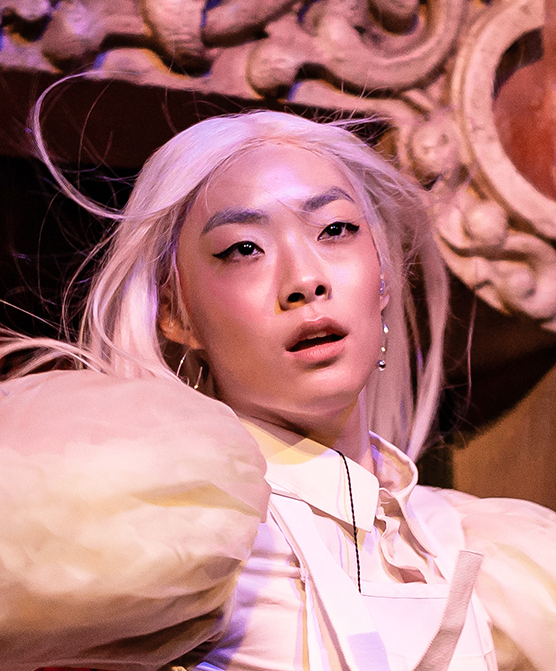
Rina Sawayama nel 2018

Per quanto riguarda i suoi incarichi da modella, Rina Sawayama è legata ad Antil Agency ed Elite Model Management, attraverso le quali è riuscita a sfilare durante la campagna autunno/inverno di Versus x Versace nel 2017. Successivamente è apparsa anche in una sfilata organizzata dalla supermodella Jourdan Dunn e in una del noto stilista italo-giapponese Nicola Formichetti. Sawayama è inoltre stata intervistata da Vogue in relazione ad una web serie realizzata insieme al visual artist filippino John Yuyi in cui i due si scagliano contro gli standard di bellezza asiatici relativi alle donne.

### Carriera come attrice
Nel 2023 ha esordito sul grande schermo interpretando Akira nel quarto capitolo della saga cinematografica iniziata con John Wick. Nella circostanza, Sawayama ha anche inciso il brano colonna sonora del film, Eye for an Eye.

## Stile e influenze
Rina Sawayama ha menzionato Avril Lavigne, Lady Gaga, Hikaru Utada, Beyoncé, Mariah Carey, Britney Spears, Kylie Minogue, JoJo, Gwen Stefani, Evanescence e Limp Bizkit come sue ispirazioni musicali. Traendo ulteriormente ispirazione da Lady Gaga, l'artista ha utilizzato il metodo del Belcanto per esercitare la sua voce ed ottenere miglioramenti sul piano interpretativo.

## Vita privata
Rina Sawayama ha dichiarato pubblicamente di considerarsi bisessuale. Nel luglio 2020 ha scritto una lettera aperta indirizzata alla ministra britannica Liz Truss chiedendo che tutte le forme di terapia di conversione per persone LGBTQ+ vengano bandite in Regno Unito.

## Discografia

### Album in studio
- 2020 – Sawayama
- 2022 – Hold the Girl

### EP
- 2017 – Rina
- 2020 – Sawayama Remixed

### Singoli
- 2013 – Sleeping in Waking
- 2013 – Who?
- 2015 – Tunnel Vision
- 2016 – Where U Are
- 2016 – This Time Last Year
- 2017 – Cyber Stockholm Syndrome
- 2017 – Alterlife
- 2017 – Tunnel Vision (feat. Shamir)
- 2018 – Valentine (What's It Gonna Be)
- 2018 – Cherry
- 2018 – Flicker
- 2019 – STFU!
- 2020 – Comme des garçons (like the Boys)
- 2020 – XS
- 2020 – Chosen Family
- 2020 – Bad Friend
- 2020 – Lucid
- 2022 – Follow Me (con Pabllo Vittar)
- 2022 – This Hell
- 2022 – Catch Me in the Air
- 2022 – Hold the Girl
- 2022 – Phantom
- 2022 – Hurricanes
- 2023 – Eye for an Eye
- 2024 – I'm Free (con Paris Hilton)

Come artista ospite
- 2022 – Beg for You (Charli XCX feat. Rina Sawayama)
- 2023 – Kiss Me (Empress Of feat. Rina Sawayama)

## Tournée

### Da solista
- 2018 – Ordinary Superstar Tour
- 2021/22 – The Dynasty Tour
- 2022/23 – Hold the Girl Tour

### Artista d'apertura
- 2019 – Charli Live Tour di Charli XCX

## Filmografia

### Cinema
- John Wick 4 (John Wick: Chapter 4), regia di Chad Stahelski (2023)

### Televisione
- Turn Up Charlie – serie TV, 2 episodi (2019)

## Doppiatrici italiane
Nelle versioni in italiano delle opere in cui ha recitato, Rina Sawayama è stata doppiata da:
- Valentina Favazza in John Wick 4